# Palaeocryptonyx
Palaeocryptonyx — рід викопних куроподібних птахів родини Фазанові (Phasianidae). Птах існував у пліоцені та плейстоцені у Європі. Скам'янілі рештки представників роду знайдені у Франції, Австрії та Іспанії.

## Види
- Palaeocryptonyx donnezani Depéret, 1892
- Palaeocryptonyx edwardsi (Depéret, 1887)
- Palaeocryptonyx grivensis Ennouchi, 1930
- Palaeocryptonyx novaki Sánchez Marco, 2009